# Conseil national du Cameroun méridional
Le Conseil national du Cameroun méridional (CNCM, en anglais : Southern Cameroons National Council, SCNC) est un parti séparatiste camerounais fondé en 1995 par Frederick Alobwede Ebong. Il appelle à l'indépendance des deux régions anglophones du Cameroun, le Nord-Ouest et le Sud-Ouest, pour former une république fédérale, l'Ambazonie. 

## Histoire

### Création du parti
À l'issue d'un référendum d'autormination, le Cameroun méridional, partie sud de l'ancien Cameroun britannique se rattache à la république du Cameroun (ancien Cameroun français), après son indépendance en 1960 vis-à-vis de la France donnant naissance à la république fédérale du Cameroun qui accorde une certaine autonomie à l'ancienne partie du Cameroun sous tutelle britannique. En 1972, le président Ahmadou Ahidjo, par un référendum, a mis fin au système fédéral en faveur d'un État unitaire. Lorsque Paul Biya arrive au pouvoir en 1982, il poursuit la centralisation du pouvoir et crée un État à parti unique. En 1993, la All Anglophone Conference (AAC), qui a eu lieu à Buéa s'est formée et a fait pression en faveur d'un retour à l'autonomie accordée à l'ancien Cameroun méridional dans le cadre du système fédéral. En 1994, au cours de la Déclaration de Bamenda, des membres importants de l'AAC a décidé d'œuvrer en faveur de la sécession plutôt qu'un retour à l'autonomie,. Cela a abouti l'année suivante à la création de la Southern Cameroons People's Conference (SCPC), une organisation parapluie regroupant des organisations étudiantes, commerciales et politiques engagées en faveur de l'indépendance. Le Conseil national du Cameroun méridional était l'organe élu chargé d'organiser les efforts de la SCPC, dont le président initial était Sam Ekontang Elad.

### Années 1990
En 1995, le SCNC est devenu un acteur politique de premier plan grâce à une série d'efforts visant à obtenir la sécession des régions anglophones du pays. Le gouvernement camerounais mettait la dernière main à sa demande d'adhésion au Commonwealth et le SCNC a organisé un certain nombre d'activités publicitaires pour s'opposer à cette inclusion. En août 1995, le SCNC a demandé aux Nations unies d'intervenir et de servir de médiateur entre lui et le gouvernement camerounais en prévenant que l'absence d'intervention créerait « une autre Somalie ». En octobre 1995, le SCNC a rendu public un plan de travail en vue d'une éventuelle déclaration d'indépendance. Ces activités politiques ont entraîné d'importantes perturbations par la police et les forces de sécurité.
En 1996, le président Elad a démissionné et a été remplacé par Henry Fossung. Les activités ont été régulièrement perturbées par la police et les plans pour l'indépendance ont été constamment sabordés. En mars 1997, 200 partisans ont été arrêtés pour une attaque supposée contre les forces de sécurité à Bamenda. Lors des procès des 200, Amnesty International et le SCNC ont trouvé des preuves substantielles d'admissions par la torture et la force. Le raid et le procès ont entraîné un arrêt des activités du SCNC et Fossung a adopté un profil bas. En réponse à cela, en avril 1998, une petite faction a élu Esoka Ndoki Mukete, un membre haut placé du Front social démocratique, comme nouveau président du SCNC. Fossung et le puissant SCNC-Amérique du Nord se sont opposés à cette décision, ce qui a entraîné la paralysie de l'organisation.
Le conseil divisé est resté en place pendant une grande partie de 1998 et au début de 1999, jusqu'en octobre 1999, lorsque le gouvernement a déclaré plusieurs membres coupables dans le procès de 1997. Bien que la faction dirigée par Fossung se soit opposée à une déclaration unilatérale d'indépendance, la faction dirigée par Mukete s'est affirmée. Alors que Mukete était officiellement en voyage à l'étranger, un petit groupe a pris le contrôle de Radio Buea et a proclamé l'établissement de l'ex-Cameroun méridional en tant que force politique indépendante et légale. Le rôle de Mukete au sein du SCNC a été réduit et plusieurs membres, y compris la direction, ont été arrêtés.
En 2000, le SCNC a résolu le conflit de leadership en élisant Frederick Ebong Alobwede comme nouveau président et l'a considéré comme le premier président du Cameroun méridional.

### Depuis les années 2000
La répression du groupe s'est considérablement accrue en 2001 lorsque l'organisation a été déclarée illégale et que des affrontements avec la police lors d'une manifestation ont fait plusieurs morts. En conséquence, de multiples bureaux et branches internationales du SCNC ont ouvert et se sont engagés dans des activités politiques. En 2001, un groupe de membres exilés du SCNC a fondé une soi-disant « ambassade du Cameroun méridional » dans la ville allemande de Francfort. Le groupe a boycotté les élections municipales de 2002 au Cameroun et l'élection présidentielle de 2004. Le gouvernement a poursuivi la détention « arbitraire et illégale » des membres, avec souvent des arrestations massives lors de rassemblements pacifiques.
En 2006, une faction a officiellement déclaré la république d'Ambazonie et une branche armée connue sous le nom de Southern Cameroon Peoples Organization (SCAPO) a commencé ses activités. En 2007, ce groupe a revendiqué la responsabilité d'une attaque contre l'armée camerounaise à Bakassi.
La reconnaissance internationale est restée limitée bien que le groupe soit devenu membre de l'Organisation des nations et des peuples non représentés en 2006. En 2009, l'Union africaine (UA), avec le soutien de Mouammar Kadhafi, a commencé à envisager des efforts concernant l'appel à l'indépendance du SCNC. Cependant, fin 2009, la Commission africaine des droits de l'homme et des peuples a rejeté la requête du SCNC et a ralenti les efforts du groupe au sein de l'UA.
Le rapport 2012 d'Amnesty International sur le Cameroun a constaté que les forces de sécurité continuent de perturber les activités du SCNC. En février 2011, le chef Ayamba Ette Otun a été arrêté alors qu'il voyageait dans le pays. Il a été libéré peu après sans inculpation. En octobre 2011, une réunion à Buea a été perturbée et 50 membres ont été arrêtés et libérés sans charge quelques jours plus tard.
En juin 2014, le président de longue date du SCNC, le chef Ayamba Ette Otun, est décédé à l'âge de 91 ans ; le président actuel est le Dr Peter Forchu Chesami.
Le 31 mars 2019, le SCNC et plusieurs mouvements séparatistes se sont mis d'accord pour créer le Conseil de libération du Cameroun méridional, un front uni composé à la fois de séparatistes et de fédéralistes.